# Габороне
Габороне (на английски: Gaborone [xɑ.bə'ro.neɪ]) е столицата на Ботсвана. През 2024 г. градът има население от  около 246 325 души. Габороне дължи името си на местен управител от XIX в. Градът се намира на 15 км от южната граница с ЮАР. Кмет на града от юни 2022 година e Остин Ейбрахам, роден в Рамокгвебана.

## История
До 1969 г. градът е познат като Гарабонес. Центърът на града в това число общината, сградата на парламента, болница, училища, и около 1000 къщи са били построени за 3 години. На 30 септември 1966 г. градът провъзгласява независимостта си от Великобритания. Първият кмет на Габороне е преподобният Дерек Джоунс.

## Побратимени градове
- Бърбанк, САЩ
- Виндхук, Намибия от 23 август 2001 г.
- Джъдзян, Китай